# Молоково (Ленинский район)
Мо́локово — посёлок городского типа (до 2024 года — село) в Ленинском городском округе Московской области России. До 7 июля 1934 года носило название Ирининское.

## География
Находится примерно в 8 км к востоку от центра города Видное. В 4 км к западу от населенного пункта проходит Каширское шоссе. С запада на восток деревню пересекает Володарское шоссе. Ближайшие населённые пункты — село Остров, деревни Дальние Прудищи, Мисайлово и Орлово. На юге расположен Большой Людовинский пруд на реке Людовне.
К западу от старой застройки Мисайлово расположен многоэтажный жилой комплекс Ново-Молоково.

## История

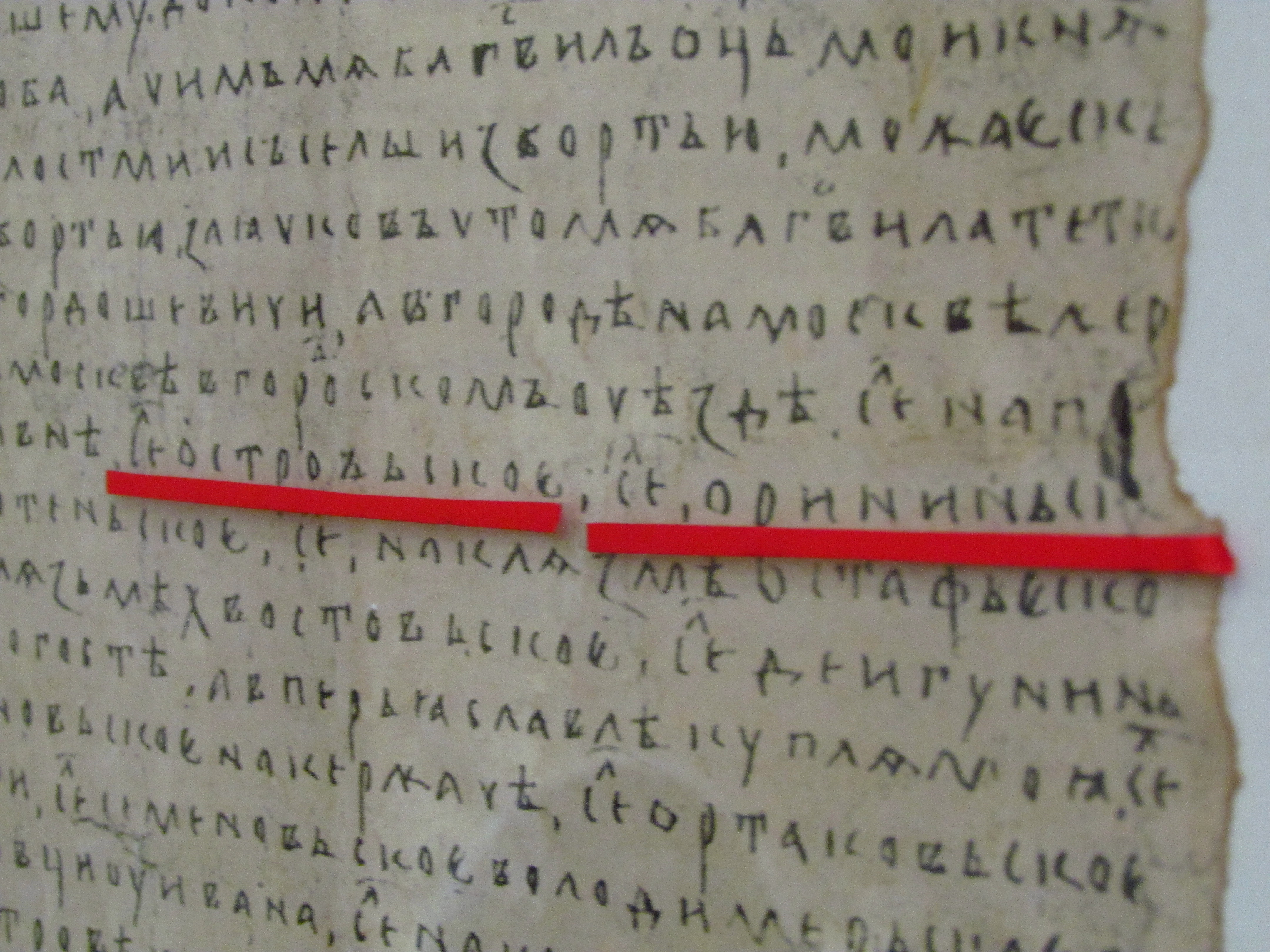
«Село Островьское» и «село Орининьское» в духовной грамоте. Экспозиция Историко-культурного центра Ленинского района.

В первой половине XIV века (около 1339 года) в духовной грамоте Ивана Калиты впервые упоминаются два населённых пункта нынешнего Ленинского городского округа — сёла Остров («село Островьское») и Ирининское («село Орининьское») — современное Молоково.
В память об Отечественной войне 1812 года здесь была построена сохранившаяся Казанская церковь в стиле ампир.
Центральная усадьба известного в Подмосковье колхоза им. Горького. Село получило современное название в честь уроженца этих мест В. С. Молокова, известного полярного лётчика, спасавшего челюскинцев, участника воздушных экспедиций на Северный полюс. В Молокове установлен монумент погибшим в годы Великой Отечественной войны.
До 2006 года село было административным центром в Молоковского сельского округа Ленинского района, а с 2006 до 2019 года в рамках организации местного самоуправления — административным центром Молоковского сельского поселения Ленинского муниципального района.
С 2019 года входит в Ленинский городской округ.
К югу от старой застройки Мисайлово строится ЖК Ново-Молоково, состоящий из многоквартирных домов.
В 2024 году село преобразовано в посёлок городского типа.

### Хронология
- 1328—1339 — в духовной грамоте великий князь Московский Иван Калита завещает старшему сыну Семёну село Орининское/Ирининское.
- 1389 — великий князь Димитрий Донской, внук Ивана Калиты, упоминает село в своей духовной грамоте, завещая его сыну Василию.
- 1628 — упоминание в литературе церкви апостола и евангелиста Иоанна Богослова, деревянный храм XVII века.
- 1646 — во время переписи записано как Ирининский присёлок с. Остров, с деревянной церковью во имя Иоанна Богослова, дворами попа, дьячка, просвирницы и садовника, 29 крестьянскими дворами и 54 мужскими душами.
- 1786 — на средства графа Алексея Григорьевича Орлова-Чесменского вместо обветшавшей сельской церкви построена новая, деревянная, на каменном фундаменте.
- 1810—1813 — по заказу графини А. А. Орловой построена и освящена церковь Казанской иконы Божией Матери.
- 1901 — в дополнение к земской школе и школе грамоты организована церковно-приходская школа, расположившаяся в здании церковной сторожки.
- 1912 — завершено строительство здания, которое занимает Почтовое отделение связи 142714 (50:21:0060403:1321).
- 1913 — построена школы и Островской лечебницы.
- 1930 — основан колхоз имени Горького.
- 1934 — за проявленный героизм при спасении челюскинцев уроженцу села Василию Сергеевичу Молокову присвоено звание Героя Советского Союза. 28 июня село Ирининское переименовано в село Молоково постановлением ЦИК СССР от 7 июля 1934 года:

Центральный исполнительный комитет Союза ССР постановляет:

Удовлетворить ходатайство общественных, советских, партийных, организаций и Президиума ВЦИК к переименовать село Ирининское Ленинского района Московской области в село Молоково.
В этом же году закрыты храмы, Казанский храм переоборудован под Нардом.
- 1935 — построены машинно-тракторная станция, детский сада, ясли и ветеринарная станция, проведена радио- и телефонная связь, открыта новая школа.
- 1967 — основана Молоковская картонажная фабрика.
- 1970 — открыты памятник погибшим в годы Великой Отечественной войны воинам-односельчанам и дом культуры «Буревестник».
- 1975 — построено новое здание школы.
- 1981 — сгорел деревянный Иоанно-Богословский храм
- 1983 — открыт детский сад «Василёк».
- 1991 — Казанский храм возвращён Церкви.
- 1997 — организована пожарная часть ПЧ-235 Ленинского района.
- 2010 — на территории школы установлен памятник В. С. Молокову.
- 2010—2011 — построены и заселены первые два (4-й и 5-й) корпуса ЖК Ново-Молоково.
- 2016 — на базе «РОТА-АГРО Благовещенье» открыт музей «Колхоза имени Максима Горького», где собраны почётные грамоты, дипломы, кубки бывшего племенного хозяйства, редкие фотографии, сделанные с момента основания колхоза. Активы колхоза внесены в уставной капитал «РОТА-АГРО Благовещенье».
- 2016 — открылся детский сад «Гномик» в ЖК Ново-Молоково.
- 2018 — открыто новое здание Молоковской участковой больницы.

## Население
| 2002 | 2006  | 2010  | 2021    |
| ---- | ----- | ----- | ------- |
| 1888 | ↘1824 | ↗1938 | ↗12 361 |

Согласно Всероссийской переписи, в 2002 году в селе проживало 1888 человек (855 мужчин и 1033 женщины). По данным на 2005 год в селе проживало 1824 человека. Согласно Всероссийской переписи, в 2010 году в селе проживало 1938 человек. В настоящее время население значительно возросло в связи с заселением многоквартирных домов ЖК Ново-Молоково и ЖК Пригород Лесное.

## Инфраструктура

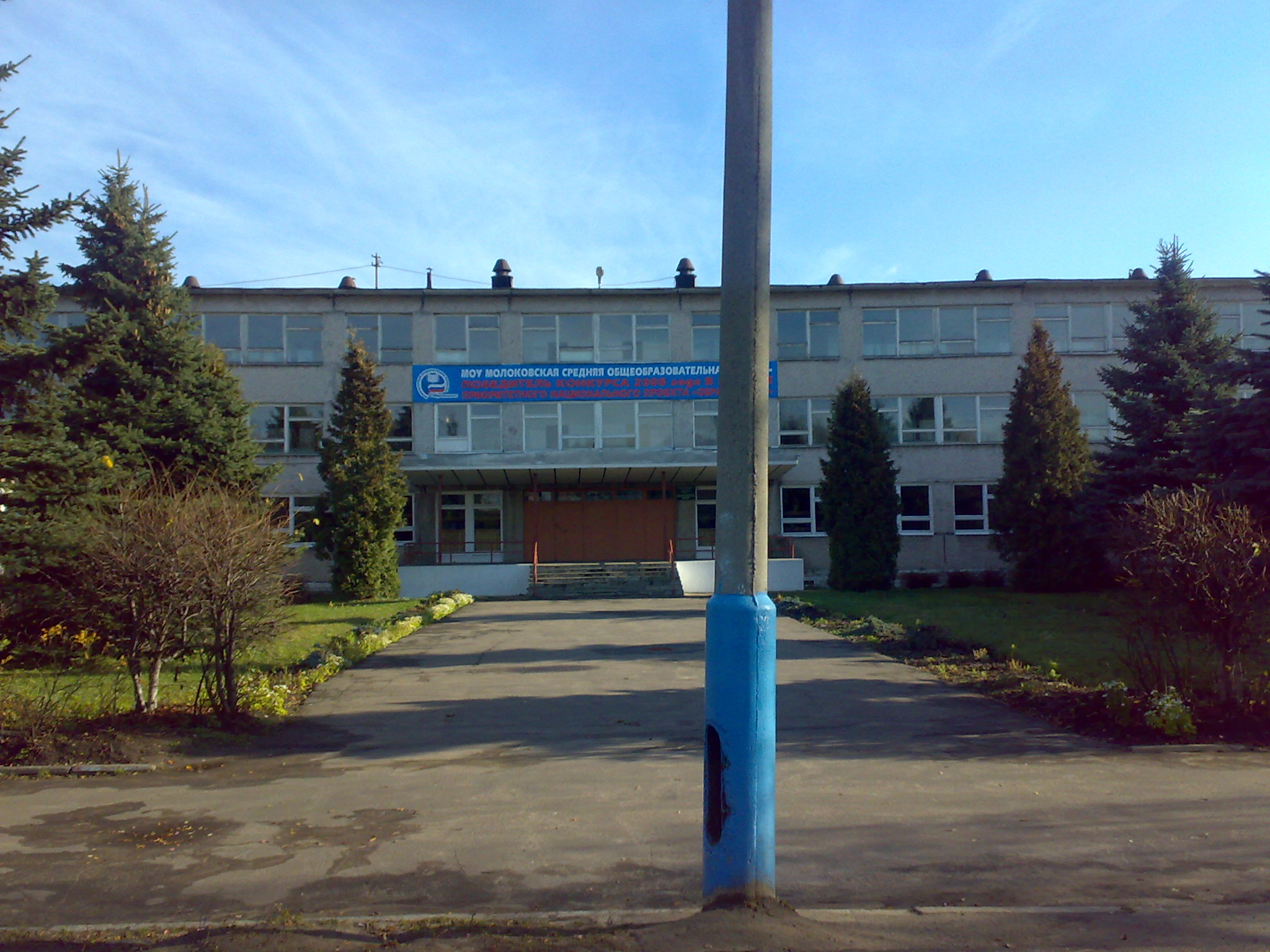
Молоковская средняя образовательная школа

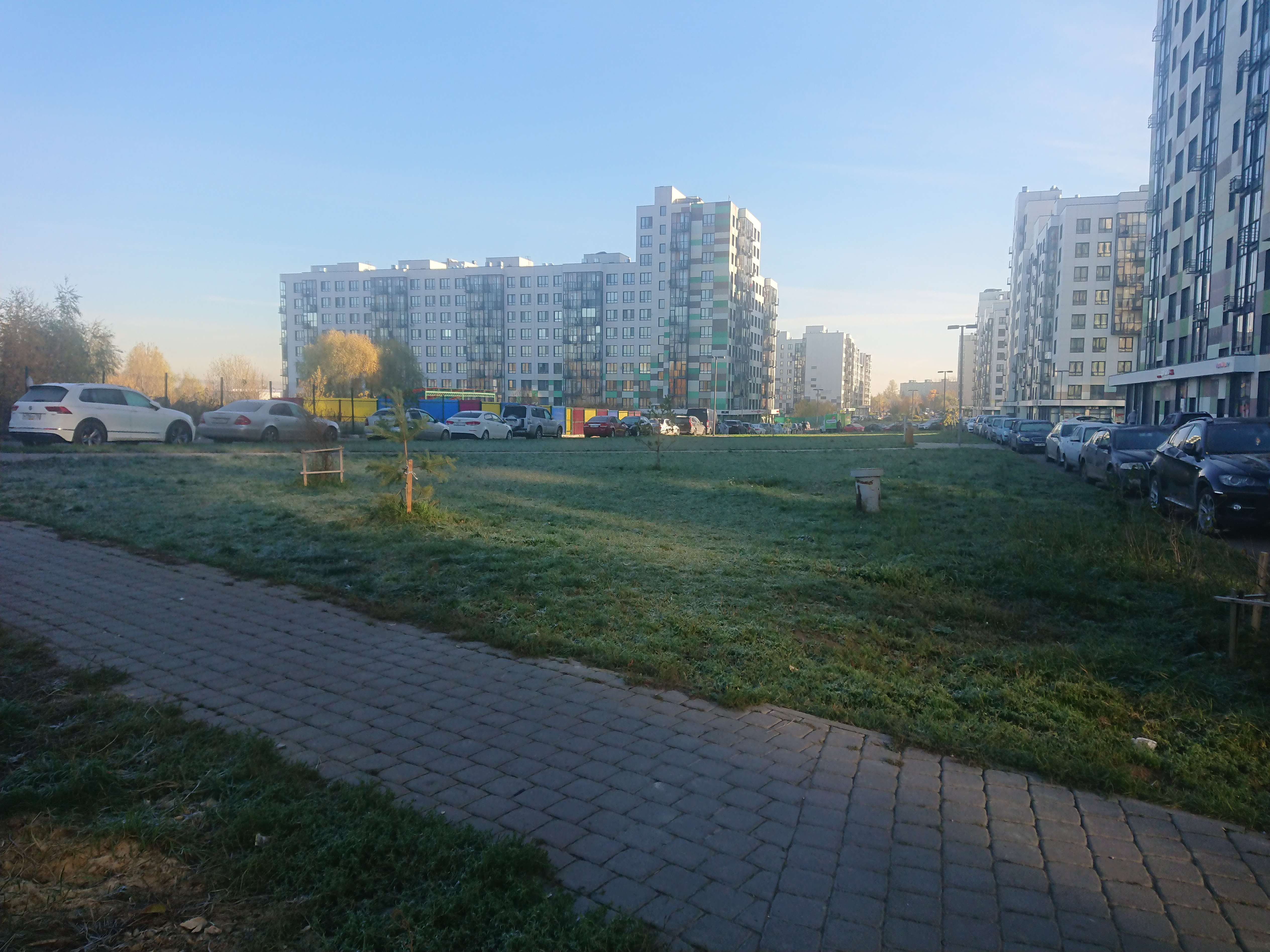
Ново-Молоковский бульвар

- Улицы — Ленина (Володарское шоссе), Ново-Молоковский бульвар (ЖК Ново-Молоково) и др.
- Молоковская средняя образовательная школа, в которой учатся дети со всего бывшего сельского поселения.
- Два детских сада (один в ЖК Ново-Молоково и один в старой части).
- Молоковская врачебная амбулатория.
- В советские годы главным производственным объектом села был колхоз им. Горького, работники которого занимались выращиванием овощей, фруктов, цветов и др. В новейшее время колхоз пришёл в запустение.
- Молоковская картонажно-полиграфическая фабрика, одна из ведущих в регионе по производству упаковки.
- Дом Культуры «Буревестник».
- Футбольная, волейбольная, баскетбольная и хоккейная площадки.
- Супермаркеты Вкусвилл, Ярче!, Магнит, Фасоль (в ЖК Ново-Молоково); Пятёрочка, Дикси (в старой части).

## Религия

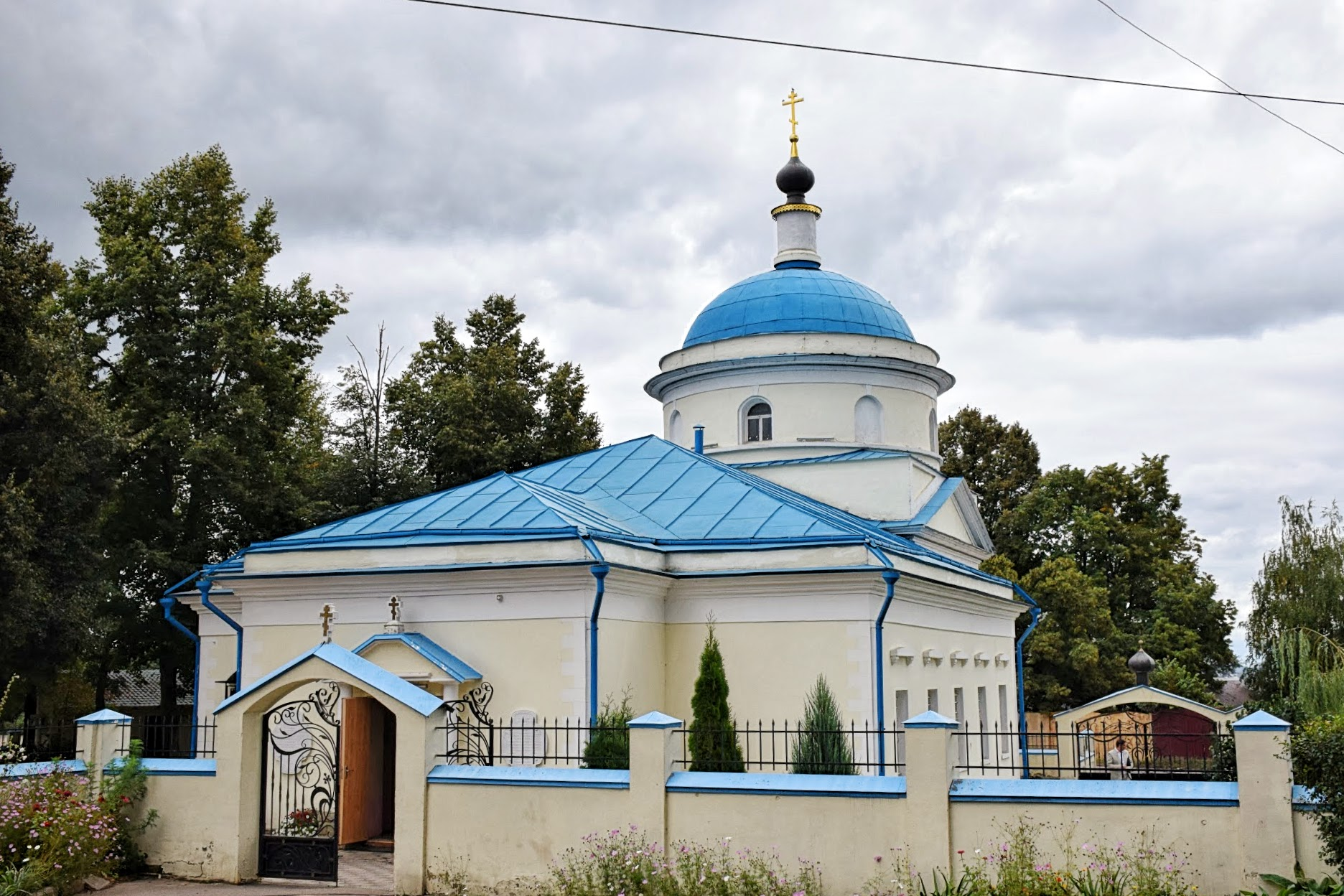
Храм Казанской иконы Божией Матери

- Храм Казанской иконы Божией Матери 1810 года. Повторно освящён в 2013 году.

## Известные уроженцы
В селе родились:
- Шаров, Алексей Дмитриевич (1882—1938) — священномученик.
- Молоков, Василий Сергеевич (1895—1982) — полярный лётчик. В честь него село переименовано в 1934 году.